# Eros Ramazzotti
Eros Luciano Walter Ramazzotti  (n. 28 octombrie 1963, Roma, Italia), cunoscut simplu ca Eros Ramazzotti, este un muzician, cântăreț și cantautor italian. El activează ca vocalist, și de asemenea mai cântă la chitară, pian și baterie. Este de asemenea compozitor si textier, aproape toate cantecele sale purtand semnatura sa.

## Biografie
Eros s-a nascut la Roma la 28 octombrie 1963  în cartierul Lamaro lânga studiourile de film  Cinecitta. Fiul unui cântăreț amator, Rodolfo Ramazzotti, și al Raffaellei Molina, Eros (nume complet Eros Walter Luciano) demonstrează de mic o predispoziție pentru muzică, arătându-se interesat, de la început, de pian și de chitară. După absolvirea liceului, dă examen la Conservator, dar este respins. Se înscrie la contabilitate, însă după trei ani abandonează studiile.Face figuratie in diferite filme si apare chiar în  celebra scenă a zăpezii din filmul Amarcord al lui Federico Fellini din anul 1973.
După o încercare eșuată a familiei de a emigra în Australia, petrece un an întreg studiind limba engleză fără succes, pronunția sa fiind deficitară și în prezent.
Fan al echipei Juventus, Eros este unul dintre jucătorii cei mai înzestrați ai Naționalei de Fotbal a Cântăreților, pe poziția de atacant. Din 1992 până în 2004 a fost și Președintele asociației Naționalei de Fotbal a Cântăreților.
Are o fata pe nume Aurora nascuta in 1996 din căsătoria cu prezentatoarea TV de origine elvețiană Michelle Hunziker de care divorteaza dupa 4 ani de casatorie fapt ce conduce la o lunga perioada de depresie a artistului.Cu toate ca a declarat in mai multe randuri ca marea sa dragoste ramane Michelle, in 2010 incepe o relatie cu mult mai tanara Marica Pellegrinelli care la 02.08.2011 da nastere unei fiice pe nume Raffaella-Maria, facandu-l pe Eros din nou tata la 48 ani iar pe 13 martie 2015 îi dăruiește și un fiu pe nume Gabrio Tullio.

### Primii pași în lumea muzicii
În 1981, participă la Concursul Voci Nuove la festivalul de la Castrocaro, unde cântă melodia Rock 80 scrisă cu câțiva ani în urmă.
Victoria le revine lui Zucchero și Fiordalisei, dar, înainte de spectacol, Gianni Ravera îl pune să cânte, alături de toți ceilalți tineri talentați, în fața diverșilor reprezentați ai caselor discografice. A fost remarcat numai de doi, Roberto Galanti și baronul Lando Lanni, fondatori și asociați ai noii case discografice milaneze DDD - Drogueria di Drugolo.
Cei doi, pentru a nu influența alegerea, au votat separat și amândoi au fost fascinați de timbrul acela nazal, pe care, cu timpul, toată lumea a învățat să-l recunoască; același Ravera a fost cel care a negociat, după aceea, oferta contractului în biroul său de la Roma.
În 1982, participă la Un disco per l'estate, la Saint-Vincent, cu piesa Ad un amico, compusă de Roberto Colombo și dedicată unui prieten din copilărie dispărut prematur.
Prima apropiere serioasă de lumea muzicală datează din 1983, la Castelli Romani, când participă la un eveniment muzical unde interpretează Pezzi di vetro, de Francesco de Gregori.